# Cabean (Sawahan)
Cabean is een bestuurslaag in het regentschap Madiun van de provincie Oost-Java, Indonesië. Cabean telt 2211 inwoners (volkstelling 2010).